# Salvi d'Albelda
Salvi o Salvus (començament del segle x - Albelda, 10 de febrer de 962) fou un monjo benedictí, abat del monestir de San Martín de Albelda. És venerat com a beat per l'Església catòlica.

## Biografia
Salvi fou elegit abat del monestir benedictí de San Martín de Albelda (a la Rioja, llavors part del regne de Navarra) entre 953 o 955 i 962. Va escriure himnes i oracions, essent considerat com el primer autor literari de Navarra. A més, va escriure una missa i una Regla per a les verges sagrades; tots els textos, però s'han perdut. Va fer compilar el cartulari del monestir, el conegut Codex Albeldense, tasca que va continuar el seu successor Vigila. Va morir amb fama de santedat, essent venerat popularment.

## Veneració
Considerat beat per l'Església catòlica, és anomenat però, Sant Salvi. La seva festivitat litúrgica és el dia 10 de febrer, dia que, segons l'arquebisbe García de Loaysa, va morir.